# Chrisanf Nieszkow
Chrisanf Pawłowicz Nieszkow (ros. Хрисанф Па́влович Не́шков, ur. 18 marca?/31 marca 1917 we wsi Krukowo w guberni czernihowskiej, zm. 24 kwietnia 2008 w Moskwie) – radziecki polityk, I sekretarz Komitetu Obwodowego KPZR w Kalininie (1963-1964).

## Życiorys
W latach 1937–1942 studiował w Moskiewskim Instytucie Stali, był kolejno elektrykiem w Instytucie Chemii Nieorganicznej Akademii Nauk ZSRR, majstrem, technologiem, kierownikiem warsztatu termicznego i kierownikiem laboratorium w fabryce Ludowego Komisariatu Przemysłu Lotniczego ZSRR. W 1944 przyjęty do WKP(b), od kwietnia 1947 do października 1950 sekretarz komitetu WKP(b) w fabryce Ministerstwa Przemysłu Lotniczego ZSRR, od października 1950 do lutego 1952 sekretarz Komitetu Miejskiego WKP(b) w Kimrach w obwodzie kalinińskim (obecnie obwód twerski), od lutego 1952 do kwietnia 1953 kierownik wydziału inżynierii Komitetu Obwodowego WKP(b)/KPZR w Kalininie, od kwietnia 1953 do lutego 1954 zastępca i I zastępca kierownika, następnie do września 1954 kierownik wydziału przemysłowo-transportowego Komitetu Obwodowego KPZR w Kalininie, od września 1954 do maja 1956 kierownik wydziału przemysłu ciężkiego tego komitetu. Od maja 1956 do kwietnia 1957 kierownik wydziału przemysłowo-transportowego Komitetu Obwodowego KPZR w Kalininie, od kwietnia 1957 do stycznia 1959 sekretarz Komitetu Obwodowego KPZR w Kalininie, od stycznia 1959 do marca 1960 zastępca przewodniczącego Komitetu Wykonawczego Rady Obwodowej w Kalininie, od marca 1960 do marca 1961 I zastępca przewodniczącego Sownarchozu Administracyjnego Kalinińskiego Rejonu Ekonomicznego. Od marca do czerwca 1961 I sekretarz Komitetu Miejskiego KPZR w Kalininie, od czerwca 1961 do stycznia 1963 II sekretarz, a od 14 stycznia 1963 do 15 grudnia 1964 I sekretarz Komitetu Obwodowego KPZR w Kalininie. Od 15 grudnia 1964 do maja 1967 ponownie II sekretarz Komitetu Obwodowego KPZR w Kalininie, od 12 kwietnia 1967 do 6 lipca 1987 sekretarz Prezydium Rady Najwyższej Rosyjskiej FSRR, od lipca 1987 na emeryturze. Deputowany do Rady Najwyższej Rosyjskiej FSRR od 6 do 11 kadencji.

## Odznaczenia
- Order Rewolucji Październikowej (29 marca 1977)
- Order Czerwonego Sztandaru Pracy (trzykrotnie - 17 czerwca 1961, 28 maja 1966 i 26 sierpnia 1971)
- Order Przyjaźni Narodów (29 marca 1987)
- Order „Znak Honoru” (5 października 1957)